# Война «Тромы»
«Война „Тромы“» (англ. Troma's War) — сатирический боевик режиссёров Ллойда Кауфмана и Майкла Херца.

## Сюжет
Самолёт, летящий из Тромавилля, терпит крушение на необитаемом острове. Большинство людей погибают, а выжившим скоро придется понять, что на этом острове они — незваные гости.

## Производство
Вдохновлённые успехами фильмов «Токсичный мститель» и «Атомная школа», Ллойд Кауфман и Майкл Херц занялись съёмками фильма, задуманного как критика попыток президента Рональда Рейгана разрекламировать военный конфликт. Когда съёмки были завершены, Кауфман и Херц посмотрели огромное количество фильмов подобной тематики («РобоКоп», «Крепкий орешек»), получивших рейтинг R. Но MPAA отвергли фильм, вследствие чего создателям пришлось урезать его. Из фильма был вырезан заговор о распространении СПИДа по территории США. Это не дало абсолютно ничего, поэтому следующий монтаж велся уже под контролем MPAA. Неимоверными усилиями необходимый для проката рейтинг был присвоен, а в полученной версии фильма практически напрочь отсутствовал сюжет. Именно это поспособствовало огромному финансовому падению студии Трома, ведь фильм не окупил своих затрат, составивших 3 миллиона долларов. Позже на DVD была выпущена оригинальная (режиссёрская) версия фильма, хронометраж которой составляет 104 минут.
«Война Тромы» является самым дорогостоящим фильмом студии — его бюджет составил 3 миллиона долларов.